# Некраси
Некраси (пол. Niekrasy, нім. Niekrassen) — село в Польщі, у гміні Елк Елцького повіту Вармінсько-Мазурського воєводства.
У 1975-1998 роках село належало до Сувальського воєводства.